# Aquamortierella elegans
Aquamortierella elegans är en svampart som beskrevs av Embree & Indoh 1967. Aquamortierella elegans ingår i släktet Aquamortierella och familjen Mortierellaceae.   Inga underarter finns listade i Catalogue of Life.